# 트랩 (2007년 영화)
《트랩》(영어: The Flock)은 미국에서 제작된 류웨이창 감독의 2007년 스릴러 영화이다. 리처드 기어, 클레어 데인스 등이 출연하였고, 애덤 리치먼 등이 제작에 참여하였다. 알려진 다른 제목은 플록이다.

## 줄거리
성범죄자들을 관리하는 치안국 요원이 조기 은퇴를 3주 앞두고 후임 요원과 함께 한 실종된 소녀를 찾아나선다.

## 출연
- 리처드 기어 - 에럴 배비지 역
- 클레어 데인스 - 앨리슨 라우리 역
- 애브릴 러빈 - 비어트리스 벨 역
- 케이디 스트리클런드 - 비올라 역
- 맷 슐즈 - 커스티스 역
- 카먼 서라노 - 콜렛 역
- 크리스티나 시스코 - 해리엇 웰스 역
- 레이 와이즈 - 로버트 스틸 역
- 프렌치 스튜어트 - 헤인스 온즈비 역
- 러셀 샘스 - 에드먼드 그룸스 역

## 기타 제작진
- 라인 제작: 래리 래퍼포트
- 배역: 리사 비치, 토니 코브 브록, 세라 캐츠먼
- 미술: 레스터 코언
- 의상: 데버라 에버턴